# Puente de Septimio Severo
El puente de Septimio Severo (en turco: Cendere Köprüsü) está ubicado cerca de la antigua ciudad de Arsameia (hoy Eskikale) a 55 km  de Adıyaman en la antigua región de Comagene, al sudeste de la Turquía actual. Cruza el arroyo de Chabinas, un tributario del Kahta en la carretera de Kahta a Sincik. 

## Descripción
Este puente fue observado y fotografiado en 1883 por los arqueólogos otomanos Osmán Hamdi Bey y Osgán Efendi durante una expedición arqueológica a Nemrud Dagi, cuyos carnés de viajes fueron publicados. Describen un puente de piedra en buen estado de conservación, excepto el pavimento y el parapeto que estaban bien deteriorados. El arco principal por encima del arroyo es semicircular con 34 metros de altura, mientras que un segundo arco más pequeño permite el pasaje de las aguas de riada. El puente mide 118 metros de longitud y una anchura que varía entre 4,90 m y 3,85 m.

## Historia
El puente fue restaurado totalmente por el emperador romano Septimio Severo (193-211), bajo la vigilancia del legado de la Legio XVI Flavia Firma, en guarnición en la antigua ciudad de Samósata (hoy Samsat). Las comunidades de Comagene erigieron cuatro columnas de orden corintio en las extremidades del puente, dos del lado de Kahta dedicadas a Septimio Severo y su mujer Julia Domna, y dos del lado de Sincik a sus dos hijos Caracalla y Geta, como lo indican las inscripciones en latín en el parapeto. Estas columnas a tambor medían de 9 a 10 metros de altura. La columna al noroeste ha desaparecido, lo que indica que fue destruida debido al edicto de damnatio memoriae de Caracalla después del asesinato de Geta en 212 y la destrucción sistemática de las inscripciones que lo mencionaban.

## Parque nacional, patrimonio mundial
El puente de Septimio Severo está ubicado dentro de uno de los parques nacionales más importantes de Turquía, que contiene el monte Nemrut Dağı y los célebres restos de la civilización de Comagene, patrimonio mundial de la UNESCO. El puente fue restaurado en 1997 y solamente se permite que lo atraviecen vehículos con un peso inferior a 5 toneladas. A 500 m de éste se construyó un puente moderno para tráfico regular.

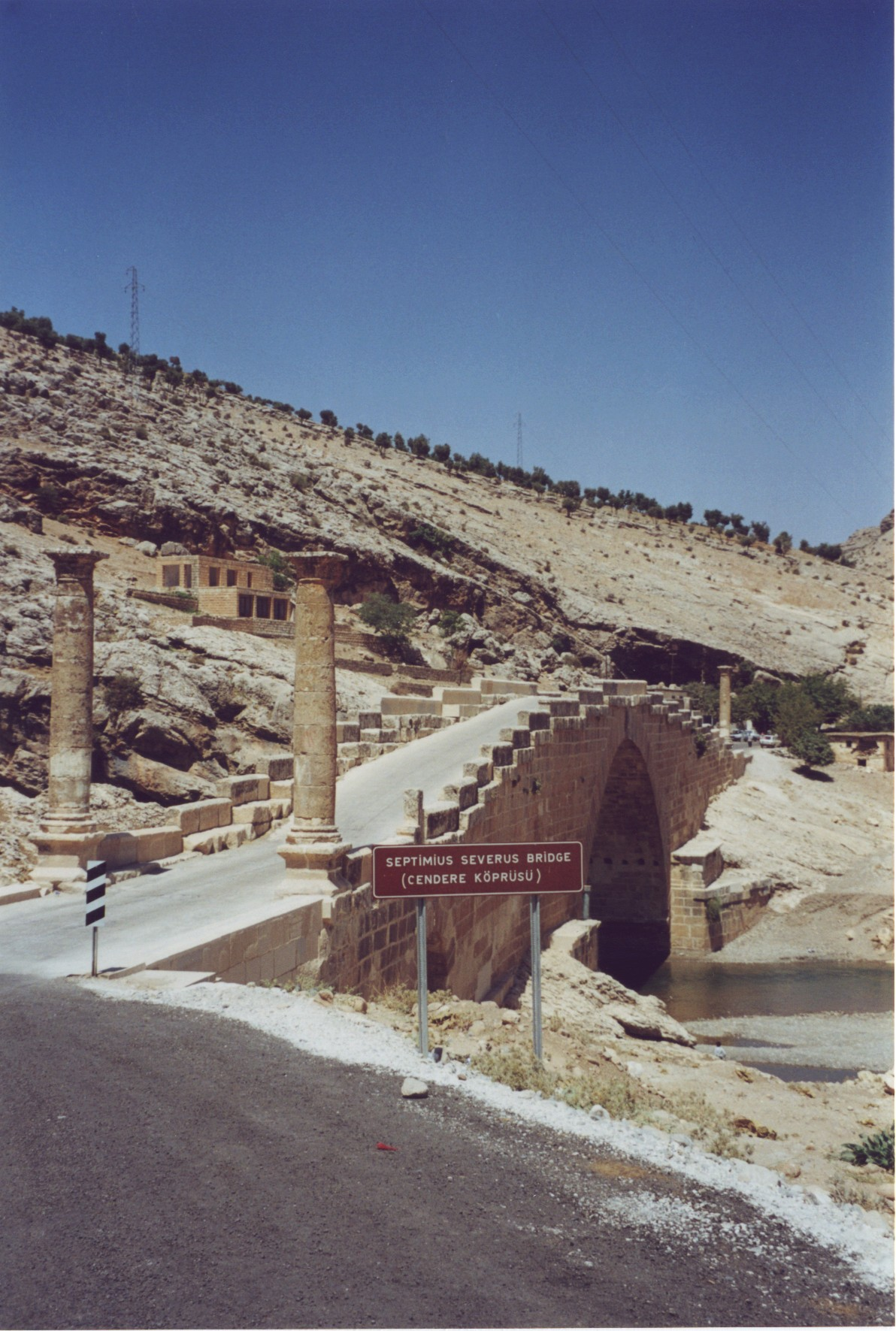
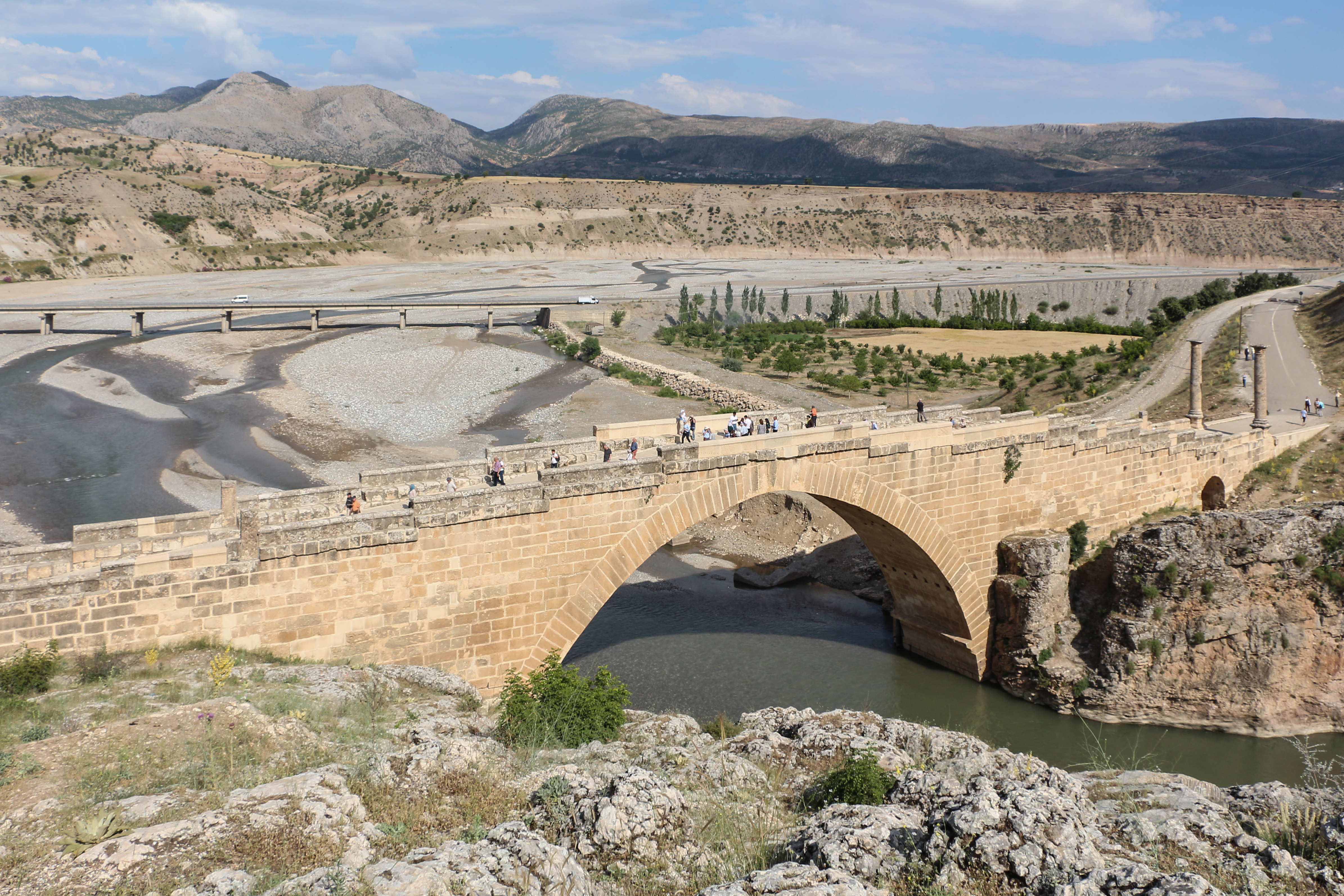
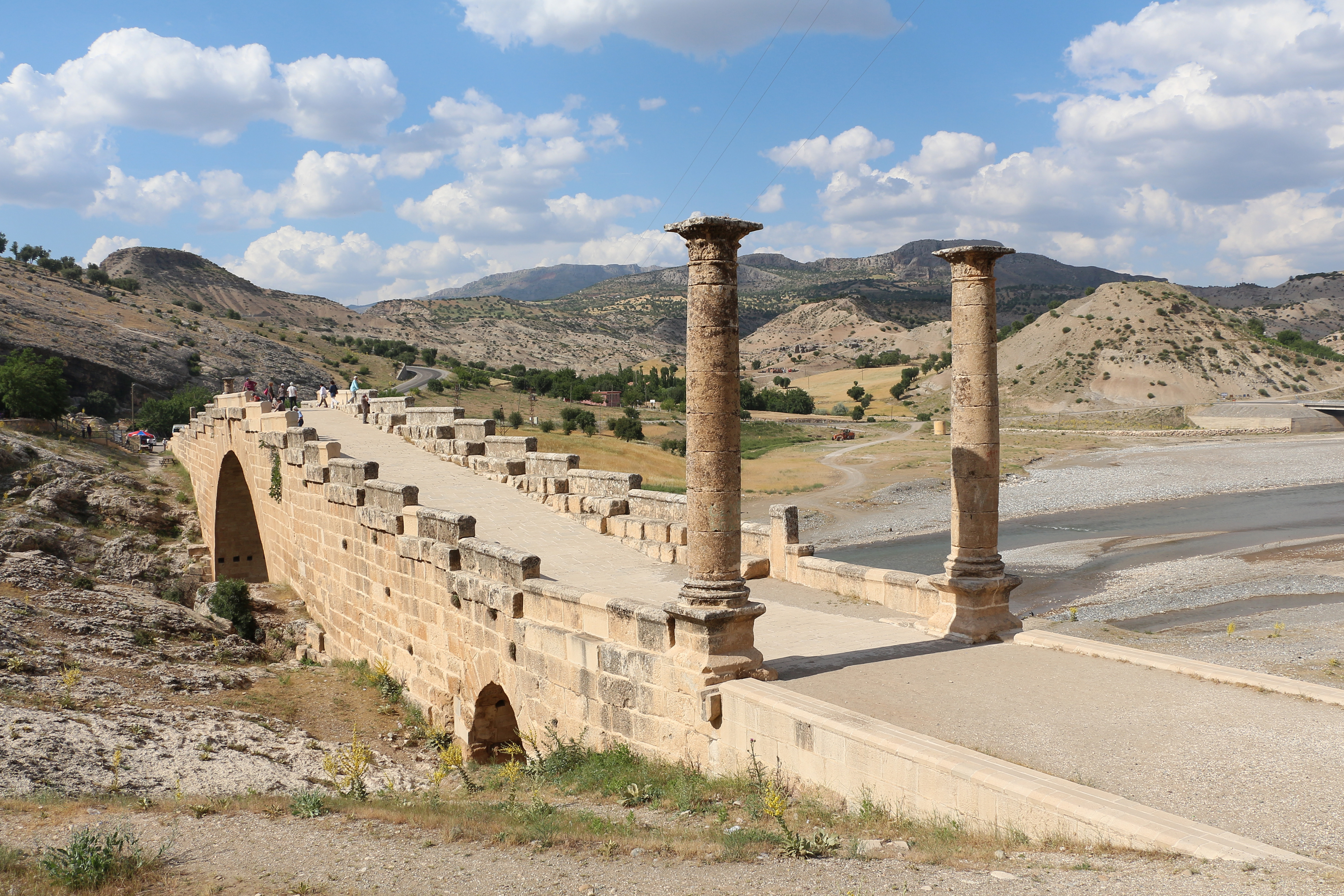
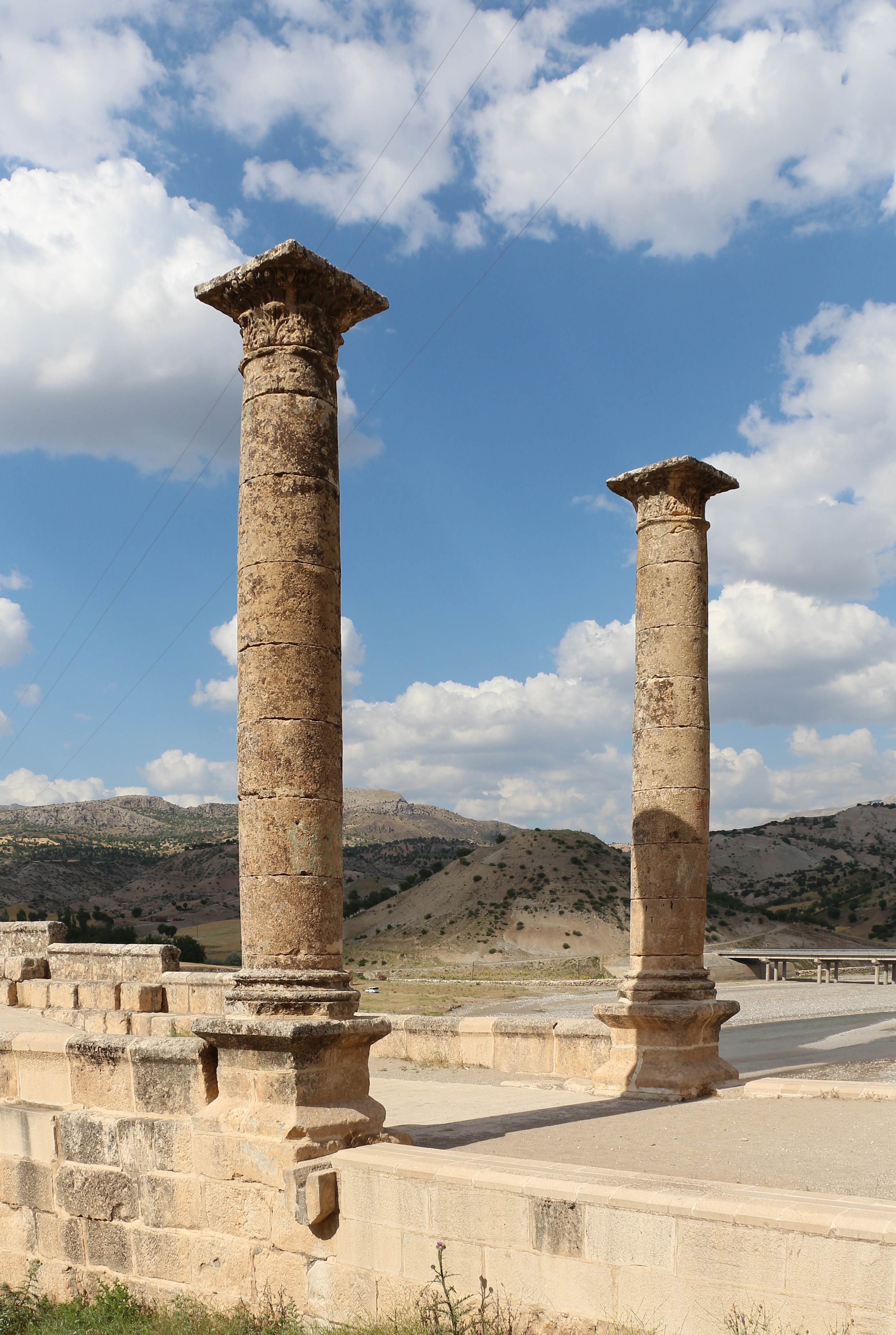
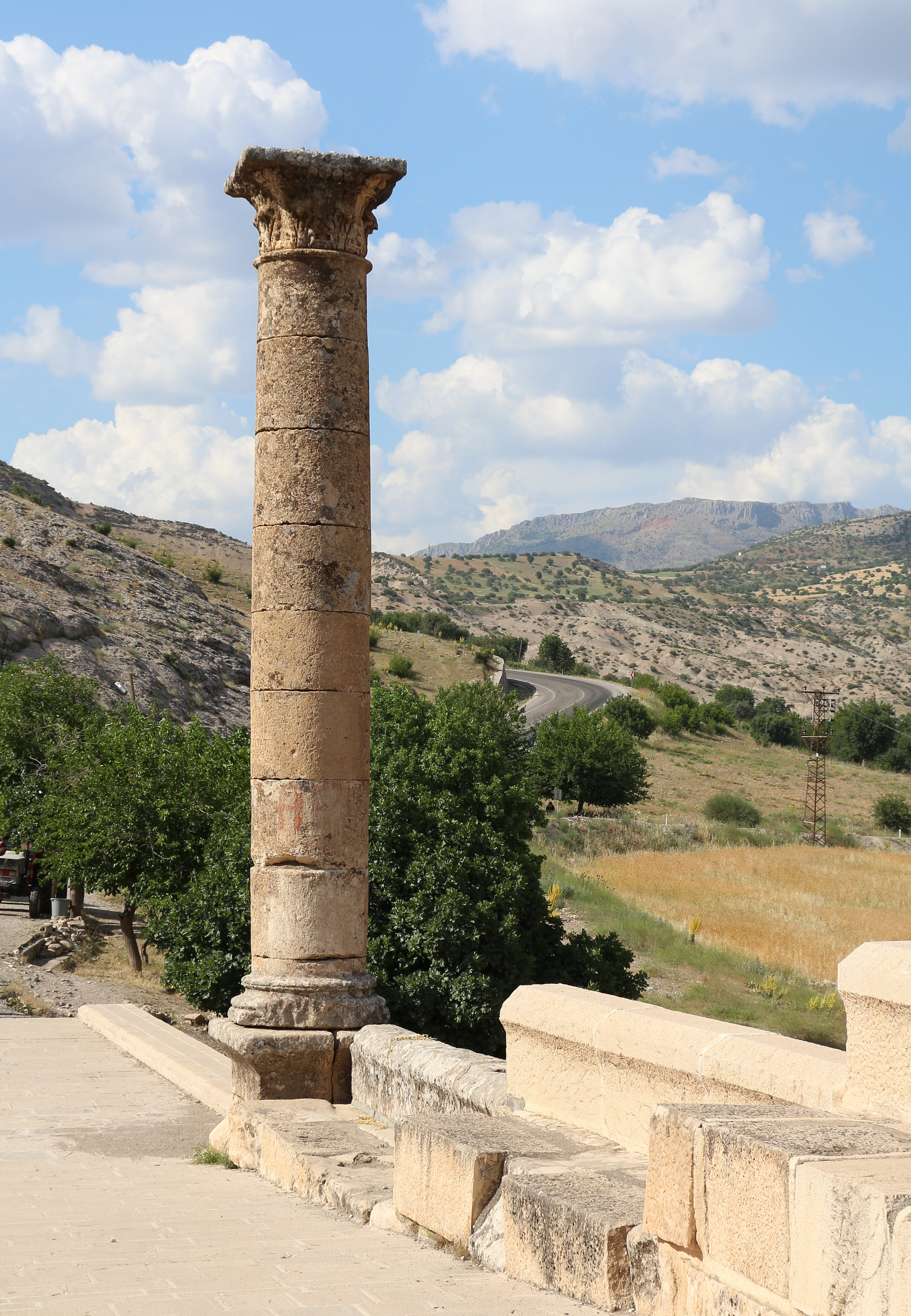
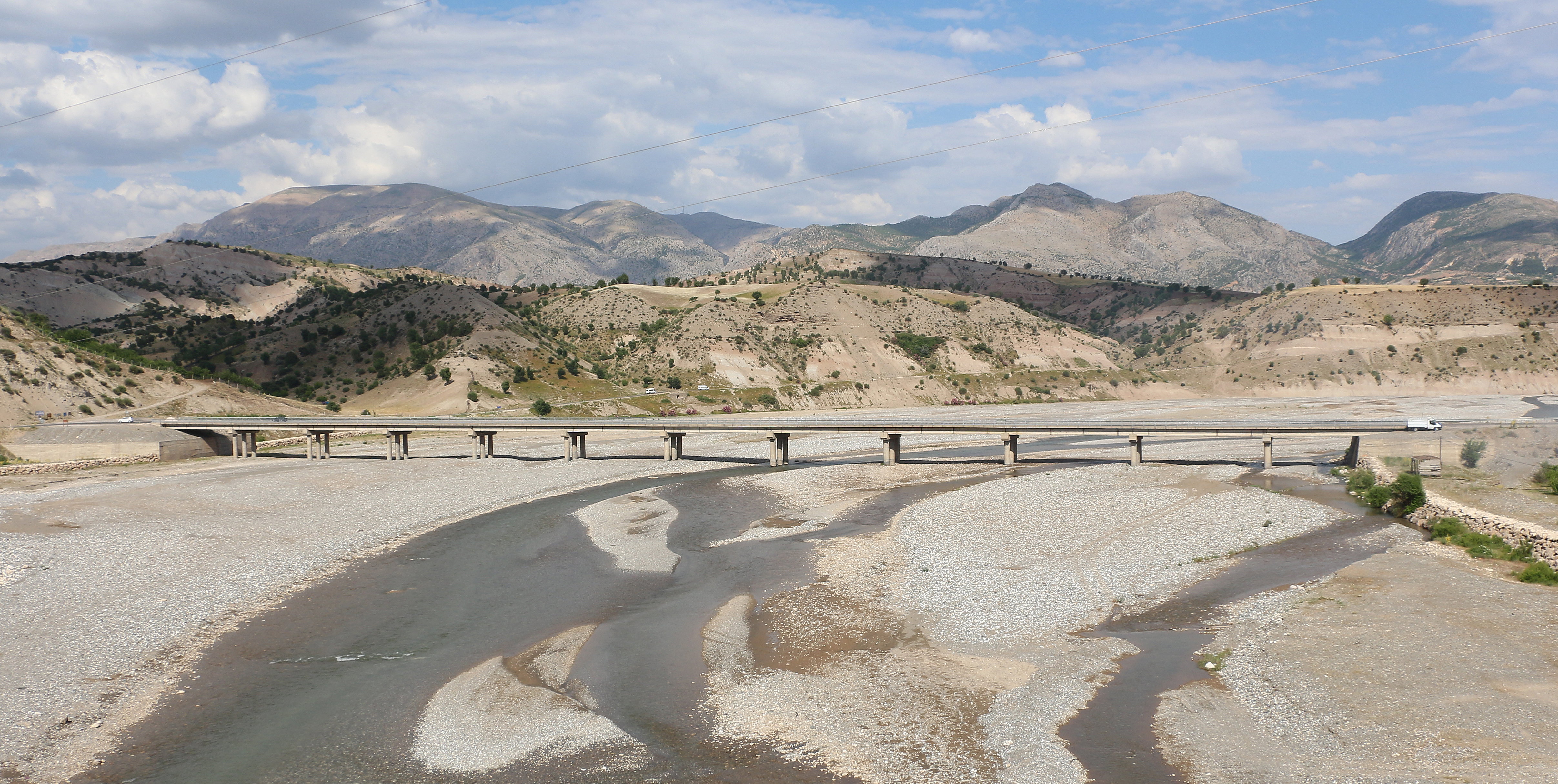